# Bujr-tó
A Bujr-tó (mongolul:  Буйр нуур, Buir nuur) édesvízű tó Mongólia keleti sarkában, Kína határán. Az ovális alakú tó vízfelülete 600 négyzetkilométer, hossza 33 km, szélessége 20 km, átlagos mélysége 8 méter. A tőle északra elhelyezkedő Hulun-tóval a Vuerhszün Ho (Wuerxun He) (烏爾遜河) folyó köti össze. A két tó a Bujr-tóról elnevezett süllyedékben helyezkedik el. Róluk nevezték el a környező sztyeppét és a régiót is. 
A tó vízminősége kiváló, bőven található benne ponty.
A tó környékén zajlott le 1388-ban az a csata, amelyben az újonnan létrejött Ming-dinasztia csapatai Lan Jü (Lan Yu) tábornok vezetésével nagy győzelmet arattak az utóvédharcait folytató Jüan-dinasztia (Yuan-dinasztia) erőivel szemben. Tögüs Temür, a rövid életű Északi Jüan (Yuan) uralkodója a csata után menekülve vesztette életét az üldözők kezétől.